# Baryscapus carthami
Baryscapus carthami är en stekelart som beskrevs av Graham 1991. Baryscapus carthami ingår i släktet Baryscapus och familjen finglanssteklar.
Artens utbredningsområde är:
- Ungern.
- Spanien.

Inga underarter finns listade.